# SpaceX CRS-17
SpaceX CRS-17 – siedemnasta misja zaopatrzeniowa  statku Dragon firmy SpaceX do Międzynarodowej Stacji Kosmicznej w ramach programu Commercial Resupply Services organizowanego przez NASA. Start - przełożony najpierw z 1 maja, a następnie z 3 maja 2019 roku - odbył się 4 maja 2019 roku o godzinie 8:48 czasu polskiego.  Statek został przechwycony przez ramię Canadarm2  6 maja o 13:33 UTC i został zadokowany do stacji ISS.